# Leptogorgia sanguinolenta
Leptogorgia sanguinolenta är en korallart som först beskrevs av Peter Simon Pallas 1766.  Leptogorgia sanguinolenta ingår i släktet Leptogorgia och familjen Gorgoniidae. Inga underarter finns listade i Catalogue of Life.